# Mazerny
Mazerny är en kommun i departementet Ardennes i regionen Grand Est (tidigare regionen Champagne-Ardenne) i nordöstra Frankrike. Kommunen ligger  i kantonen Omont som ligger i arrondissementet Charleville-Mézières. År 2022 hade Mazerny 128 invånare.

## Befolkningsutveckling
Antalet invånare i kommunen Mazerny
Referens: INSEE